# Les Boucles du Sud Ardèche 2009
Les Boucles du Sud Ardèche 2009, nona edizione della corsa e valida come evento dell'UCI Europe Tour 2009 categoria 1.2, si svolse il 21 febbraio 2009 su un percorso di 157,2 km. Fu vinta dal francese Freddy Bichot che giunse al traguardo con il tempo di 3h57'12", alla media di 39,764 km/h.
All'arrivo 55 ciclisti tagliarono il traguardo.

## Ordine d'arrivo (Top 10)
| Pos. | Corridore          | Squadra       | Tempo    |
| ---- | ------------------ | ------------- | -------- |
| 1    | Freddy Bichot      | Agritubel     | 3h57'12" |
| 2    | Nicolas Jalabert   | Agritubel     | s.t.     |
| 3    | Yann Huguet        | Agritubel     | s.t.     |
| 4    | Anthony Ravard     | Agritubel     | s.t.     |
| 5    | Romain Feillu      | Agritubel     | s.t.     |
| 6    | Martin Pedersen    | Capinordic    | a 43"    |
| 7    | Rémi Cusin         | Agritubel     | a 55"    |
| 8    | Christophe Laurent | Agritubel     | s.t.     |
| 9    | Wilfried Exertier  | VC Lyon Vaulx | a 1'18"  |
| 10   | Julien Bérard      | Chambéry CF   | a 4'05"  |